# 东燕州
东燕州，中国南北朝时设置的州。
东魏天平年间，领流民置东燕州，寄治幽州军都城。在今北京市昌平西十七里。军都城後改为昌平郡。辖境相当今北京市昌平区、延庆区等地。下辖昌平郡、上谷郡、徧城郡，北齐沿置，北周废东燕州。